# Противокорабельная ракета

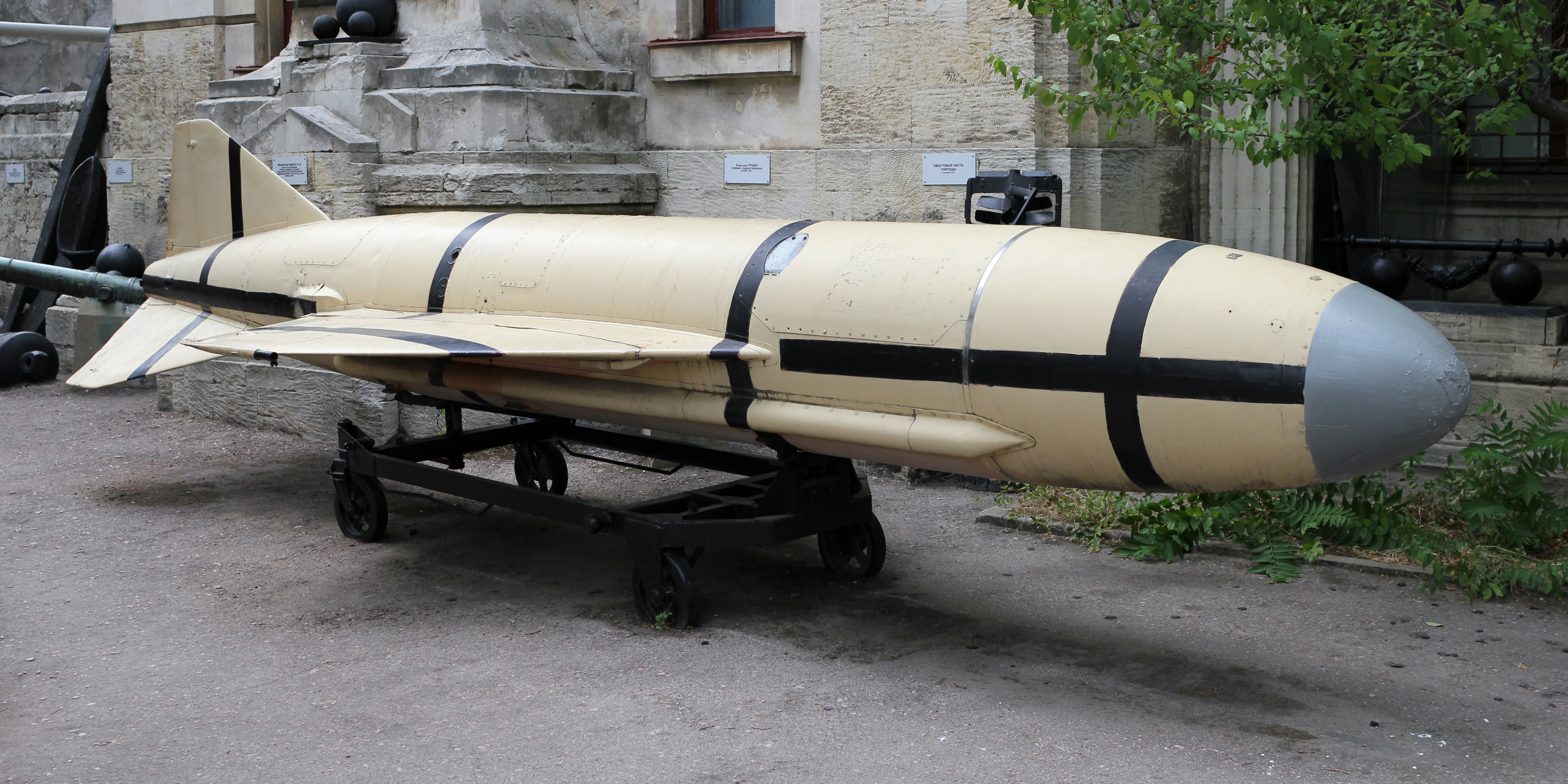
Одна из первых советских ПКР — П-15 «Термит». Состояла на вооружении корабельных ПКРК и в составе берегового мобильного комплекса «Рубеж»

Противокорабельная ракета — ракета, предназначенная для поражения надводных целей (кораблей).
Входит в состав противокорабельных ракетных комплексов (ПКРК), куда, кроме собственно ракеты, входит также носитель (корабль, подводная лодка, самолёт, вертолёт, береговая установка), пусковая установка, комплекс управления, иногда носитель системы наведения. В зависимости от типа носителя ПКР и ПКРК относят к типам — корабль-корабль, воздух-корабль и так далее.
Первые образцы управляемого специфически противокорабельного вооружения появились во время Второй Мировой — германская Henschel Hs 293, американская ASM-N-2 Bat, японская Yokosuka MXY7 Ohka.
Как класс вооружения ПКР получили развитие после Второй мировой войны вместе с общим развитием ракетной техники.

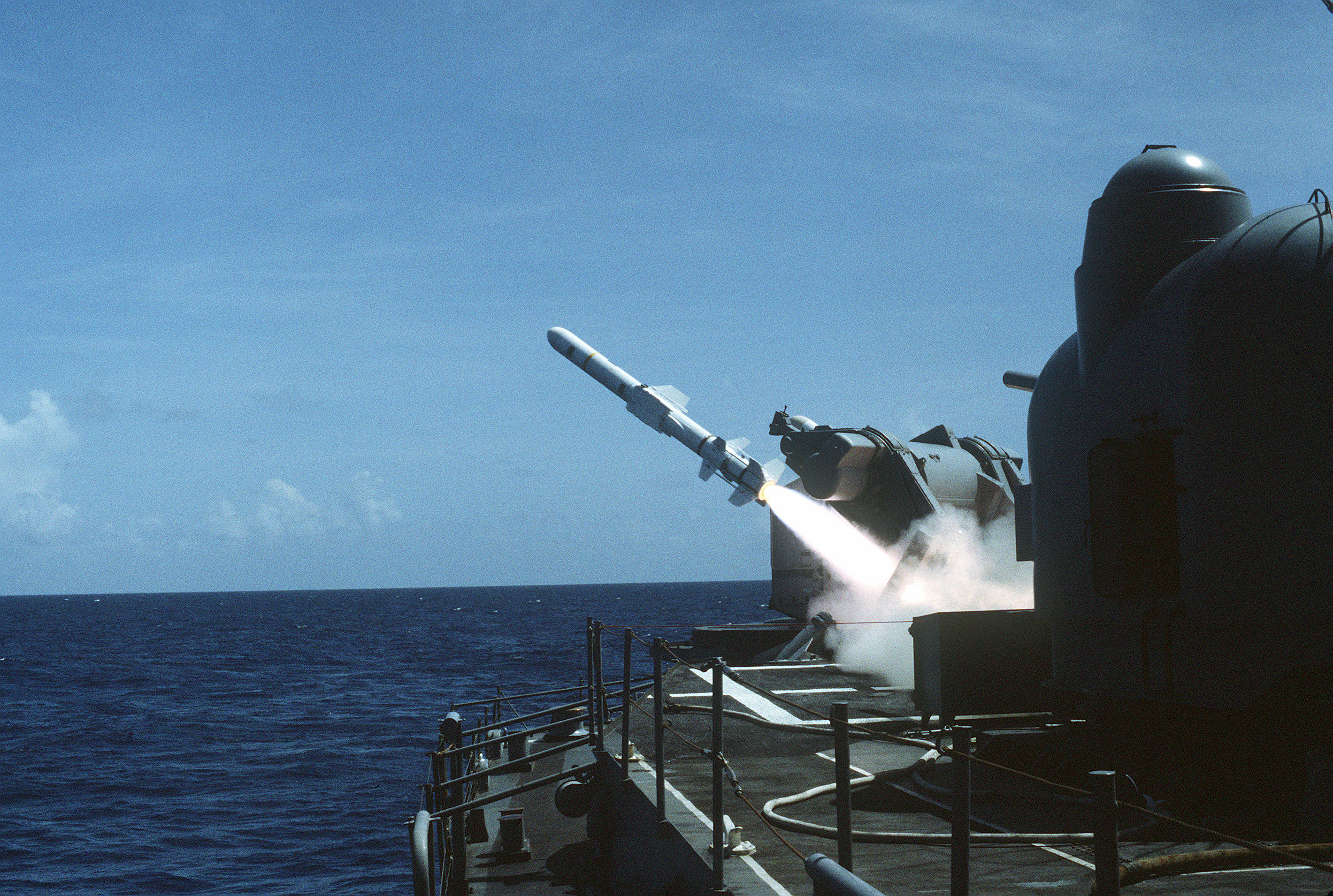
Запуск ПКР RGM-84A «Гарпун» производства США

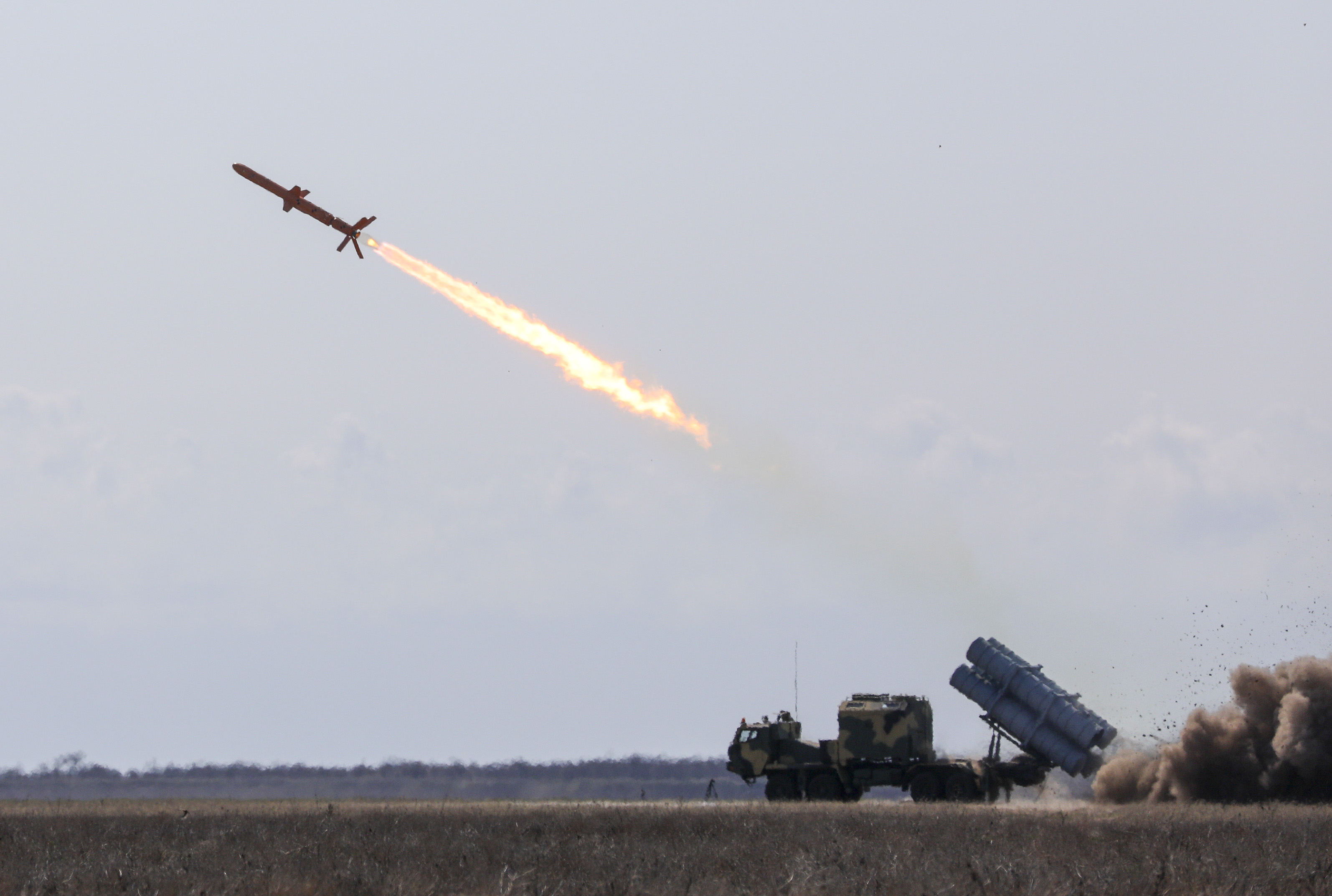
Запуск ПКР «Нептун» производства Украины

## История

### Первые образцы
Идея создания беспилотных летательных аппаратов для поражения кораблей противника появилась ещё в Первую мировую войну. Первые попытки применения авиации против военных кораблей продемонстрировали, что это существенно сложнее, чем предполагалось в теории: попасть бомбой в маневрирующий и отстреливающийся из зенитных орудий корабль оказалось чрезвычайно сложно, а торпедоносная авиация и пикирующие бомбардировщики только начинали разрабатываться.
Ещё в 1914 году американский изобретатель Сперри предложил проект «летающей торпеды», управляемой гироскопическим автопилотом. Торпеда должна была запускаться с палубы военного корабля по кораблю противника, и, автоматически удерживаясь на курсе, поражать противника в борт или в надстройку. Немецкий флот в 1915—1918 годах экспериментировал с планирующими торпедами «Сименс», управляемыми по кабелю с борта цеппелина.
После окончания Первой мировой войны быстрое совершенствование торпедоносной авиации и появление пикирующих бомбардировщиков дало, как представлялось, достаточно эффективные авиационные средства поражения кораблей противника и интерес к управляемому противокорабельному оружию временно уменьшился. Вновь появился он уже в годы Второй мировой войны, когда развитие радаров, средств управления зенитным огнём и палубной авиации сделали атаки пикировщиков и торпедоносцев чрезвычайно затруднительными и рискованными.
Первыми специализированное противокорабельное оружие создали немцы. В 1943 году ими была успешно применена планирующая бомба/ракета Henschel Hs 293. Управляемая с борта самолёта-носителя, бомба запускалась за пределами радиуса эффективного действия, по крайней мере малокалиберной зенитной артиллерии противника. Ряд кораблей союзников был потоплен или повреждён этим оружием в 1943—1944 годах, но развитие средств РЭБ и усовершенствование ПВО положило конец её применению.
В 1945 году ВМФ США в рамках программы SWOD разработал прямого предшественника современных противокорабельных крылатых ракет — самонаводящуюся планирующую бомбу ASM-N-2 Bat. Бомба наводилась на цель с помощью активной радиолокационной головки самонаведения и могла поразить цель с расстояния в 32 километра. Принятая на вооружение в январе 1945 года, бомба применялась с относительным успехом во время боевых действий на Тихом Океане, но скорое окончание войны и практически полное прекращение японского судоходства помешало её широкому развёртыванию.

### Противокорабельные ракеты эпохи «Холодной войны»
После окончания Второй мировой эстафета в развитии противокорабельных ракет перешла к СССР. США, рассматривая атомную бомбу как «абсолютное оружие», в том числе и в войне на море, мало интересовались развитием специализированного противокорабельного управляемого оружия.
В 1950-х в СССР были разработаны первые противокорабельные ракеты: авиационная КС-1 Комета и КСЩ корабельного базирования. Ракеты рассматривались советским командованием как эффективное средство парирования подавляющего превосходства НАТО в тяжёлых надводных кораблях. Именно в СССР была создана получившая широкое распространение ракета П-15 «Термит» — первая в мире противокорабельная ракета контейнерного хранения, приспособленная к установке практически на любой военный корабль или катер.
Ввиду появления в середине 1950-х зенитных ракет корабельного базирования, вроде RIM-2 «Terrier» и RIM-8 «Talos», эффективность дозвуковых противокорабельных ракет существенно снизилась и в 1960-х, чтобы решить эту проблему, СССР принял на вооружение сверхзвуковые противокорабельные ракеты, К-10С, Х-22 и П-35.

В других странах развитию противокорабельных ракет не уделялось особого внимания. Единственной страной, кроме СССР, где ПКР активно разрабатывались в 1950-х, была Швеция.

21 октября 1967г у берегов Порт-Саида ракетами П-15 «Термит» выпущенными с египетских ракетных катеров типа «Комар» был потоплен израильский  эсминец «Эйлат». Это был первый случай боевого применения противокорабельных ракет  .

Только в 1960-х, после первых случаев успешного применения противокорабельных ракет советского производства в локальных конфликтах, эффективность специализированного противокорабельного оружия была оценена должным образом. Первой разработанной не в СССР и не в Швеции противокорабельной ракетой была израильская Gabriel, принятая на вооружение в 1970 году.

### Противокорабельные ракеты современного типа
К 1970-м стало ясно, что летящие на большой высоте сверхзвуковые противокорабельные ракеты не являются идеальным решением. Из-за большой высоты полёта они засекались радарами противника на значительной дистанции и, несмотря на сверхзвуковую скорость ПКР, у противника было вполне достаточно времени для принятия контрмер: использования средств радиоэлектронной борьбы или зенитных ракетных комплексов. Практика Вьетнамской войны показала, что даже для пилотируемых самолётов скорость и высота полёта не гарантируют защиты от ЗРК подобных  С-75.
Решением проблемы мог бы стать переход на малые и сверхмалые высоты полёта. Но для сверхзвуковых противокорабельных ракет полёт на сверхмалой высоте был затруднителен из-за резкого роста сопротивления воздуха и, соответственно, расхода топлива, что сильно сокращало радиус действия. Как частичное решение проблемы были разработаны сверхзвуковые ракеты с комбинированной схемой полёта, вроде П-700 Гранит и П-800 Оникс: ракета летела большую часть траектории на большой высоте (порядка 15000-20000 метров), и лишь вблизи цели снижалась до высоты 20-50 метров, тем самым затрудняя сопровождение ракеты радарами противника. Но это было лишь частичным решением проблемы — барражирующие перехватчики Grumman F-14 Tomcat и дальнобойные зенитные ракеты SM-1ER могли сбить ПКР ещё на высотном участке траектории.
В качестве решения проблемы была разработана концепция дозвуковой крылатой ракеты, совершающей ВЕСЬ полёт на сверхмалых высотах 2-4 метра над водой. Атака такой ракеты была бы для корабля противника полным сюрпризом: его радары засекли бы ракету только тогда, когда она появилась бы из-за радиогоризонта в непосредственной близости от него, оставляя противнику минимум времени для обороны.
Первой ракетой, реализующей (не полностью) подобную концепцию, стал появившийся в 1972 году советский П-70 Аметист, хотя он не полностью соответствовал требованиям из-за сравнительно большой высоты полёта над водой — 60 метров. За ним последовала в 1975 году французская MM-38 Exocet, первая «классическая» противокорабельная ракета, имевшая дозвуковую скорость полёта при высоте 1-2 метра над поверхностью воды. Развитием концепции стали появившийся в 1977 американский RGM-84 «Harpoon», итальянская Otomat, советская Х-35 «Уран» и противокорабельная версия КР «Томагавк» — TASM (Tomahawk anti-ship missile).

### Современные ПКР
В настоящее время развитие противокорабельного оружия продолжается. Основным направлением развития ПКР стало уменьшение их заметности для радаров противника (путём внедрения технологий малой заметности), усовершенствование ГСН, увеличение дальности пуска и увеличение скорости ракеты.
Подавляющее большинство современных противокорабельных ракет — низколетящие дозвуковые крылатые ракеты.
Ряд стран, включая Россию, Индию, Китай и Тайвань, продолжают разработку сверхзвуковых противокорабельных ракет. Главной проблемой являются значительные габариты сверхзвуковых ПКР и их небольшой радиус действия при полёте на сверхмалых высотах (не по комбинированной траектории). Так, радиус действия российско-индийской сверхзвуковой ПКР PJ-10 «БраМос» при полёте по комбинированной траектории составляет 300 км, а при полёте исключительно на малой высоте — 120 км.
В попытке решить эту проблему в России была разработана противокорабельная ракета Калибр, выполняющая основную часть полёта на сверхмалой высоте и на дозвуковой скорости, а вблизи цели — резко ускоряющейся для быстрейшего преодоления оставшейся до противника дистанции.
В США в настоящее время разрабатывается малозаметная высокоавтономная противокорабельная ракета LRASM, которая будет способна осуществлять самостоятельный поиск, идентификацию цели, прокладку маршрута и поражение противника на большой дистанции без необходимости предварительной прокладки курса или внешнего целеуказания. Также, состоящая на вооружении ЗУР SM-6 (оснащённая активной головкой самонаведения) была адаптирована для поражения надводных целей на дистанции 250-400 км, и успешно испытана в роли сверхзвуковой противокорабельной ракеты.
В 2016 году СМИ сообщили, что Россия разрабатывает и испытывает гиперзвуковую противокорабельную крылатую ракету Циркон, которой планируется вооружить тяжёлый атомный ракетный крейсер «Пётр Великий», а также проектируемые атомные многоцелевые подводные лодки пятого поколения «Хаски».

## Носители
Помимо кораблей, подводных лодок и самолётов, носителями ПКР также могут быть наземные стационарные или подвижные береговые противокорабельные ракетные комплексы (БПРК). От специфики среды запуска и типа носителя зависят многие особенности пускового устройства и ракеты, к примеру, пусковые устройства и ракеты авиационного базирования зачастую легче и меньше в размерах ПУ и ПКР морского и наземного базирования, положение в пространстве позволяет самолётам или вертолётам-носителям осуществлять наведение на цель на значительно большем расстоянии, чем с корабля. ПКР, запускаемые из торпедного аппарата или вертикальной пусковой установки подводных лодок, всегда являются самонаводящимися или летящими по заранее запрограммированному маршруту (поскольку на сегодняшний день отсутствуют эффективные технологии практической реализации контура управления ракетой класса «поверхность—поверхность» из-под воды), ПКР авиационного базирования могут быть управляемыми при помощи станции наведения, смонтированной на борту летательного аппарата-носителя, реализуя беспроводное телевизионное/радиокомандное или радиолокационное наведение на цель (работы по созданию ПКР управляемых по оптоволоконному проводу не вышли за пределы экспериментов).

## Основные образцы
- Италия: «Си Киллер», Otomat
- Норвегия: Penguin, NSM
- СССР: П-15 «Термит», П-270 «Москит», П-70 «Аметист», П-120 «Малахит», П-500 «Базальт», П-700 «Гранит», П-800 «Оникс»
- Россия: Х-35 «Уран», 3М54Т /К, 3М54Т1 /К1, «Циркон» (в разработке)
- США: «Гарпун», «Мэйвэрик», TASM, AGM-158C LRASM
- Франция: «Экзосет»
- Украина: «Нептун»
- Швеция: Robot 04, Robot 08, RBS-15
- Турция: Atmaca

| Год  | Страна               | Название                                                 | Изображение (в маршевой полётной конфигурации) | Макс. дальность, км | Макс. скорость, Мах | Длина, м | Диаметр, м | Масса, кг | Масса БЧ, кг         | Тип наведения                                           | Носитель ПУ             |
| ---- | -------------------- | -------------------------------------------------------- | ---------------------------------------------- | ------------------- | ------------------- | -------- | ---------- | --------- | -------------------- | ------------------------------------------------------- | ----------------------- |
| 1943 | Нацистская Германия  | Henschel Hs 293                                          |                                                | 18                  | 0,55                | 3,82     | 0,47       | 1045      | 295                  | Радиокомандное                                          | Сам                     |
| 1944 | США                  | KSD-1 «Гаргойл»                                          |                                                | 13                  | 0,78                | 3,1      | 0,508      | 688,1     | 453,5                | Радиокомандное                                          | Сам                     |
| 1945 | Япония               | MXY7 Ohka Цветок сакуры                                  |                                                | 40                  | 0,55                | 6,06     | 0,76       | 2120      | 1200                 | Камикадзе                                               | Сам                     |
| 1945 | США                  | ASM-N-2 «Бэт»                                            |                                                | 32                  | 0,5 (планер)        | 3,63     | 0,3        | 850       | 450                  | АРЛ ГСН                                                 | Сам                     |
| 1960 | СССР                 | П-15 Термит                                              |                                                | 80                  | 0,95                | 6,5      | 0,76       | 2523      | 513                  | ИНС + АРЛ/ИК                                            | НК, НПУ                 |
| 1968 | СССР                 | П-70 Аметист                                             |                                                | 80                  | 0,95                | 7        | 0,55       | 2900      | 200 кт 1000 кг       | ИНС + АРЛ                                               | ПЛ                      |
| 1972 | Норвегия             | AGM-119 Пингвин                                          |                                                | 55                  | 0,95                | 3,6      | 0,28       | 370       | 130                  | ИК / Л                                                  | Сам, Вер, НК            |
| 1972 | СССР                 | П-120 «Малахит»                                          |                                                | 150                 | 0,9                 | 8,84     | 0,8        | 5400      | до 2 Мт 800 кг       | ИНС + АРЛ/ИК                                            | МРК, ПЛ                 |
| 1975 | СССР                 | П-500 Базальт                                            |                                                | 550                 | 2,5                 | 11,7     | 0,88       | 4800      | 350 кт 500 (1000) кг | ИНС + АРЛ                                               | НК                      |
| 1975 | Франция              | Экзосет                                                  |                                                | 180                 | 0,95                | 4,7      | 0,35       | 670       | 165                  | ИНС + АРЛ                                               | Сам, НК                 |
| 1976 | Германия             | AS.34 Kormoran                                           |                                                | 30                  | 0,9                 | 4,4      | 0,34       | 660       | 160                  | ИНС + АРЛ                                               | Сам                     |
| 1980 | США                  | Гарпун                                                   |                                                | 280                 | 0,9                 | 3,84     | 0,34       | 667       | 225                  | ИНС + АРЛ/ИК                                            | Сам, НК, ПЛ, НПУ        |
| 1980 | Япония               | ASM-1                                                    |                                                | 65                  | 0,9                 | 4        | 0,35       | 600       | 150                  | ИНС + АРЛ                                               | Сам, НПУ                |
| 1983 | СССР                 | П-700 Гранит                                             |                                                | 625                 | 2,5                 | 10       | 0,85       | 7000      | до 500 кт 518-750 кг | ИНС + АРЛ                                               | НК, ПЛ                  |
| 1983 | СССР                 | П-750 Метеорит                                           |                                                | 5500                | 3                   | 12,8     | 0,9        | 6380      | ? ок. 1000 кг        | ИНС + АРЛ                                               | Сам, НК, ПЛ, НПУ        |
| 1984 | СССР                 | П-270 Москит                                             |                                                | 240                 | 2,8                 | 9,75     | 0,76       | 4450      | 300 кг (320)         | ИНС + АРЛ                                               | Сам, НК, НПУ            |
| 1984 | Франция              | AS.15TT                                                  |                                                | 17                  | 0,95                | 2,3      | 0,187      | 100       | 30                   | ИНС + АРЛ                                               | Вер, НК, НПУ            |
| 1985 | Швеция               | RBS-15                                                   |                                                | 250                 | 0,95                | 4,33     | 0,5        | 800       | 200                  | ИНС + СП + АРЛ                                          | Сам, НК, НПУ            |
| 1985 | Великобритания       | Sea Eagle                                                |                                                | 110                 | 0,95                | 4,1      | 0,4        | 600       | 230                  | ИНС + АРЛ                                               | Сам                     |
| 1968 | СССР                 | Х-22                                                     |                                                | 600                 | 3,5-4,6             | 11,67    | 0,92       | 5780      | 1000                 | ИНС + АРЛ                                               | Сам                     |
| 1987 | СССР                 | П-1000 Вулкан                                            |                                                | 700                 | 2,5                 | 11,7     | 0,88       | 5800      | 350 кт 500 кг (ВВ)   | ИНС + АРЛ                                               | НК                      |
| 1987 | Италия               | Marte-2                                                  |                                                | 20                  | 0,95                | 2,85     | 0,27       | 147       | 35                   | ИНС + АРЛ                                               | Вер, НПУ                |
| 1989 | СССР                 | Х-31 АД                                                  |                                                | 160                 | 3,1                 | 5,34     | 0,36       | 715       | 110                  | ИНС + АРЛ                                               | Сам                     |
| 1993 | Япония               | ASM-2                                                    |                                                | 100                 | 0,9                 | 4        | 0,35       | 600       | 150                  | ИНС + ИК                                                | Сам, НПУ                |
| 1993 | Россия               | 3М-54Э (параметры экспортного варианта) комплекс Калибр  |                                                | 220                 | 0,8-2,9*            | 8,22     | 0,533      | 2300      | 200 (вариант ВС РФ)  | ИНС + АРЛ                                               | НК, НПУ, ПЛ             |
| 1993 | Россия               | 3М-54Э1 (параметры экспортного варианта) комплекс Калибр |                                                | 300                 | 0,8                 | 6,2      | 0,533      | 1800      | 400 (вариант ВС РФ)  | ИНС + АРЛ                                               | НК, НПУ, ПЛ             |
| 1995 | Россия               | Х-35                                                     |                                                | 140 - 170           | 0,85                | 4,4      | 0,42       | 600       | 145                  | ИНС + АРЛ/ИК                                            | Сам, Вер, НК, НПУ       |
| 1996 | Китайская Республика | Сюнфэн 2Е                                                |                                                | 80                  | 0,9                 | 3,9      | 0,34       | 520       | 225                  | ИНС + АРЛ + ИК                                          | Сам, НК                 |
| 2002 | Россия               | П-800 Оникс («Яхонт» Yakhont экспортный вариант)         |                                                | 500-300-120**       | 2,6                 | 8        | 0,67       | 3000      | 300 (вариант ВС РФ)  | ИНС + АРЛ                                               | Сам, НК, НПУ, ШПУ, ПЛ   |
| 2006 | Республика Корея     | Хэсон                                                    |                                                | 150                 | 0,85                | 4,8      | 0,34       | 718       |                      | ИНС + АРЛ                                               | НК                      |
| 2007 | Норвегия             | Naval Strike Missile                                     |                                                | 185                 | 0,95                | 3,95     | 0,32       | 410       | 125                  | ИНС + СП + ИК                                           | Сам, НК, НПУ            |
| 2018 | США                  | AGM-158C LRASM                                           |                                                | 370+ км             | 0,85                | 4,27     | 0,55       | 1020      | 450                  | ИНС + СП + АРЛ + ИК + двусторонний канал обмена данными | Сам, НК (в перспективе) |
| 2018 | Турция               | Atmaca                                                   |                                                | 250+ км             | 0.90                | 4.8      | 0.35       | 750       | 220                  | ИНС + СП + АРЛ                                          |                         |
| 2020 | Украина              | Нептун                                                   |                                                | 300                 | 0,9                 | 5,05     | 0,38       | 870       | 150                  | ИНС+СП+АРЛ                                              |                         |

*На маршевом участке пути дозвуковая скорость, на конечном участке сверхзвуковая.
**Макс. дальность зависит от траектории полёта. При высотной траектории дальность максимальная, при маловысотной минимальная. При комбинированной траектории усреднённая.
٭Фугасно-кумулятивная боевая часть, совмещающая в себе два типа поражающего воздействия — фугасное и кумулятивное. Заряд такого типа предназначен для поражения двух типов целей — кораблей и площадных. Большая масса боевой части (500—1000кг) обеспечивает хорошее поражающее фугасное воздействие.
Условные обозначения:
- — ракета может оснащаться специальной (ядерной) боевой частью.
- ИНС — инерциальная навигационная система
- АРЛ — активное радиолокационное наведение
- ИК — инфракрасная головка самонаведения
- Л — лазерная ГСН
- СП — спутниковая система коррекции траектории

## Опыт боевого применения
| Анализ случаев поражения кораблей ПКР* (1967—н. в.)                                                                               | Анализ случаев поражения кораблей ПКР* (1967—н. в.) | Анализ случаев поражения кораблей ПКР* (1967—н. в.) | Анализ случаев поражения кораблей ПКР* (1967—н. в.) | Анализ случаев поражения кораблей ПКР* (1967—н. в.) | Анализ случаев поражения кораблей ПКР* (1967—н. в.) | Анализ случаев поражения кораблей ПКР* (1967—н. в.) | Анализ случаев поражения кораблей ПКР* (1967—н. в.) | Анализ случаев поражения кораблей ПКР* (1967—н. в.) | Анализ случаев поражения кораблей ПКР* (1967—н. в.)         | Анализ случаев поражения кораблей ПКР* (1967—н. в.) | Анализ случаев поражения кораблей ПКР* (1967—н. в.) | Анализ случаев поражения кораблей ПКР* (1967—н. в.) |
| --- | --------------------------------------------------- | --------------------------------------------------- | --------------------------------------------------- | --------------------------------------------------- | --------------------------------------------------- | --------------------------------------------------- | --------------------------------------------------- | --------------------------------------------------- | ----------------------------------------------------------- | --- | --------------------------------------------------- | --------------------------------------------------- |
| Конфликт | Дата                                                | Название корабля                                    | Тип корабля и тоннаж (т)                            | Тип корабля и тоннаж (т)                            | Ракета                                              | Скорость (M), масса ракеты и БЧ (кг)                | Скорость (M), масса ракеты и БЧ (кг)                | Скорость (M), масса ракеты и БЧ (кг)                | Выведен из строя (попадание по счёту), характер повреждений | Выведен из строя (попадание по счёту), характер повреждений | Критическое попадание                               | АИ                                                  |
| Вторая арабо-израильская война | 21 октября 1967                                     | Eilat                                               | эсминец                                             | 2555                                                | Термит                                              | 0.95                                                | 2523                                                | 513                                                 | 1                                                           | Попытка противоракетного манёвра не удалась, обстрел ракет зенитно-артиллерийским и пулемётным огнём оказался безрезультатным, 1 (17:32) — пробоина выше ватерлинии, на корабле возник пожар в котельном отделении, котёл № 2 выведен из строя; 2 (ок. 18:30) — попадание в машинное отделение, корабль полностью обездвижен и обесточен; 3 (ок. 18:30) — попадание на миделе, корабль завалился от удара, потонул через 15 минут после третьего попадания | третье                                              | [ 8 ]                                               |
| Третья индо-пакистанская война | 4 декабря 1971                                      | Khaibar                                             | эсминец                                             | 3360                                                | Термит                                              | 0.95                                                | 2523                                                | 513                                                 | 1                                                           | | первое                                              | [ 9 ]                                               |
| Третья индо-пакистанская война | 4 декабря 1971                                      | Badr                                                | эсминец                                             | 3360                                                | Термит                                              | 0.95                                                | 2523                                                | 513                                                 | 1                                                           | | не потонул                                          | [ 9 ]                                               |
| Третья индо-пакистанская война | 4 декабря 1971                                      | Muhafiz                                             | минный тральщик                                     | 375                                                 | Термит                                              | 0.95                                                | 2523                                                | 513                                                 | 1                                                           | | первое                                              | [ 9 ]                                               |
| Третья арабо-израильская война | 6 октября 1973                                      | пр. 254                                             | минный тральщик                                     | 500                                                 | Gabriel                                             | 0.70                                                | 430                                                 | 65                                                  | 1                                                           | | третье                                              | [ 10 ]                                              |
| Третья арабо-израильская война | 6 октября 1973                                      | пр. 205                                             | ракетный катер                                      | 200                                                 | Gabriel                                             | 0.70                                                | 430                                                 | 65                                                  | 1                                                           | | второе                                              | [ 10 ]                                              |
| Третья арабо-израильская война | 6 октября 1973                                      | пр. 183-Р                                           | ракетный катер                                      | 71                                                  | Gabriel                                             | 0.70                                                | 430                                                 | 65                                                  | 1                                                           | | первое                                              | [ 10 ]                                              |
| Третья арабо-израильская война | 6 октября 1973                                      | пр. 183-Р                                           | ракетный катер                                      | 71                                                  | Gabriel                                             | 0.70                                                | 430                                                 | 65                                                  | 1                                                           | | первое                                              | [ 10 ]                                              |
| Третья арабо-израильская война | 8 октября 1973                                      | пр. 205                                             | ракетный катер                                      | 200                                                 | Gabriel                                             | 0.70                                                | 430                                                 | 65                                                  | 1                                                           | | второе                                              | [ 11 ]                                              |
| Третья арабо-израильская война | 8 октября 1973                                      | пр. 205                                             | ракетный катер                                      | 200                                                 | Gabriel                                             | 0.70                                                | 430                                                 | 65                                                  | 1                                                           | | второе                                              | [ 11 ]                                              |
| Третья арабо-израильская война | 8 октября 1973                                      | пр. 205                                             | ракетный катер                                      | 200                                                 | Gabriel                                             | 0.70                                                | 430                                                 | 65                                                  | 1                                                           | | второе                                              | [ 11 ]                                              |
| Третья арабо-израильская война | 10 октября 1973                                     | пр. 205                                             | ракетный катер                                      | 200                                                 | Gabriel                                             | 0.70                                                | 430                                                 | 65                                                  | 1                                                           | | второе                                              | [ 11 ]                                              |
| Третья арабо-израильская война | 10 октября 1973                                     | пр. 183-Р                                           | ракетный катер                                      | 71                                                  | Gabriel                                             | 0.70                                                | 430                                                 | 65                                                  | 1                                                           | | первое                                              | [ 11 ]                                              |
| Третья арабо-израильская война | 11 октября 1973                                     | пр. 205                                             | ракетный катер                                      | 200                                                 | Gabriel                                             | 0.70                                                | 430                                                 | 65                                                  | 1                                                           | | второе                                              | [ 12 ]                                              |
| Третья арабо-израильская война | 11 октября 1973                                     | пр. 205                                             | ракетный катер                                      | 200                                                 | Gabriel                                             | 0.70                                                | 430                                                 | 65                                                  | 1                                                           | | второе                                              | [ 12 ]                                              |
| Фолклендская война | 3 мая 1982                                          | Comodoro Somellera                                  | патрульный катер                                    | 800                                                 | Sea Skua                                            | 0.85                                                | 145                                                 | 30                                                  | 1                                                           | | второе                                              | [ 13 ]                                              |
| Фолклендская война | 3 мая 1982                                          | Alferez Sobral                                      | патрульный катер                                    | 800                                                 | Sea Skua                                            | 0.85                                                | 145                                                 | 30                                                  | 2                                                           | | не потонул                                          | [ 13 ]                                              |
| Фолклендская война | 4 мая 1982                                          | Sheffield                                           | эсминец                                             | 4100                                                | Exocet                                              | 0.95                                                | 670                                                 | 165                                                 | 1                                                           | | первое                                              | [ 14 ]                                              |
| Фолклендская война | 28 мая 1982                                         | Conveyor                                            | вертолётоносец                                      | 14946                                               | Exocet                                              | 0.95                                                | 670                                                 | 165                                                 | 2                                                           | | второе                                              | [ 15 ]                                              |
| Фолклендская война | 11 июня 1982                                        | Glamorgan                                           | эсминец                                             | 6200                                                | Exocet                                              | 0.95                                                | 670                                                 | 165                                                 | 1                                                           | | не потонул                                          | [ 16 ]                                              |
| Инцидент в заливе Сидра (1986) | 24 марта 1986                                       | Waheed                                              | ракетный катер                                      | 311                                                 | Harpoon                                             | 0.85                                                | 690                                                 | 160                                                 | 1                                                           | | первое                                              | [ 17 ]                                              |
| Инцидент в заливе Сидра (1986) | 24 марта 1986                                       | Zaquit                                              | малый ракетный корабль                              | 850                                                 | Harpoon                                             | 0.85                                                | 690                                                 | 160                                                 | 1                                                           | | второе                                              | [ 17 ]                                              |
| Ирано-иракская война | 17 мая 1987                                         | Stark                                               | фрегат                                              | 3660                                                | Exocet                                              | 0.95                                                | 670                                                 | 165                                                 | 2                                                           | | не потонул                                          | [ 18 ]                                              |
| Операция «Богомол» | 18 апреля 1988                                      | Joshan                                              | ракетный катер                                      | 275                                                 | Standard                                            | 2.0                                                 | 500                                                 | 68                                                  | 1                                                           | | пятое                                               | [ 19 ]                                              |
| Операция «Богомол» | 18 апреля 1988                                      | Sahand                                              | фрегат                                              | 1540                                                | Harpoon                                             | 0.85                                                | 690                                                 | 160                                                 | 1                                                           | | третье                                              | [ 20 ]                                              |
| Война в Персидском заливе | 30 января 1991                                      | неизв.                                              | патрульный катер                                    | 220                                                 | Sea Skua                                            | 0.85                                                | 145                                                 | 30                                                  | 1                                                           | | второе                                              | [ 20 ]                                              |
| Война в Персидском заливе | 30 января 1991                                      | пр. 254                                             | минный тральщик                                     | 500                                                 | Sea Skua                                            | 0.85                                                | 145                                                 | 30                                                  | 2                                                           | | не потонул                                          | [ 21 ]                                              |
| Война в Персидском заливе | 30 января 1991                                      | TNC-45                                              | патрульный катер                                    | 265                                                 | Sea Skua                                            | 0.85                                                | 145                                                 | 30                                                  | 2                                                           | | не потонул                                          | [ 21 ]                                              |
| Война в Персидском заливе | 30 января 1991                                      | TNC-45                                              | патрульный катер                                    | 265                                                 | Sea Skua                                            | 0.85                                                | 145                                                 | 30                                                  | 2                                                           | | не потонул                                          | [ 21 ]                                              |
| Военно-морские учения НАТО «Демонстрация решительности»                                                                           | 1 октября 1992                                      | Mauvenet                                            | эсминец                                             | 3375                                                | Sea Sparrow                                         | 2.5                                                 | 230                                                 | 40,5                                                | 1                                                           | Обстрел боевого корабля «по ошибке» (как было заявлено по итогам инцидента) | не потонул                                          | [ 22 ]                                              |
| Российско-украинская война | 3 апреля 2022                                       | Адмирал Эссен                                       | фрегат                                              | 4035                                                | Нептун                                              | 0.85                                                | 870                                                 | 150                                                 | 1                                                           | Событие не подтверждено МО РФ | не потонул                                          | [ 23 ]                                              |
| Российско-украинская война | 14 апреля 2022                                      | Москва                                              | крейсер                                             | 11490                                               | Нептун                                              | 0.85                                                | 870                                                 | 150                                                 | 2                                                           | По данным российской стороны пожар и детонация БК, затонул при буксировке. По данным международных обозревателей потоплен ВМС Украины | второе                                              | [ 24 ]                                              |
| Российско-украинская война | 12 мая 2022                                         | Всеволод Бобров                                     | судно обеспечения                                   | 9600                                                | Нептун                                              | 0.85                                                | 870                                                 | 150                                                 | 1                                                           | Событие не подтверждено МО РФ | не потонул                                          | [ 25 ]                                              |
| Российско-украинская война | 17 июня 2022                                        | Спасатель Василий Бех                               | буксирное судно                                     | 1670                                                | Harpoon                                             | 0.85                                                | 690                                                 | 160                                                 | 1                                                           | Потоплен ВМС Украины | второе                                              | [ 26 ]                                              |
| * В представленной таблице не указаны случаи применения ракет против судов торгового флота, требуется отдельная их каталогизация. |                                                     |                                                     |                                                     |                                                     |                                                     |                                                     |                                                     |                                                     |                                                             | |                                                     |                                                     |

| Анализ случаев применения ПКР по кораблям-мишеням* | Анализ случаев применения ПКР по кораблям-мишеням* | Анализ случаев применения ПКР по кораблям-мишеням* | Анализ случаев применения ПКР по кораблям-мишеням* | Анализ случаев применения ПКР по кораблям-мишеням* | Анализ случаев применения ПКР по кораблям-мишеням* | Анализ случаев применения ПКР по кораблям-мишеням* | Анализ случаев применения ПКР по кораблям-мишеням* | Анализ случаев применения ПКР по кораблям-мишеням* | Анализ случаев применения ПКР по кораблям-мишеням*                        | Анализ случаев применения ПКР по кораблям-мишеням* | Анализ случаев применения ПКР по кораблям-мишеням* | Анализ случаев применения ПКР по кораблям-мишеням* |
| --- | -------------------------------------------------- | -------------------------------------------------- | -------------------------------------------------- | -------------------------------------------------- | -------------------------------------------------- | -------------------------------------------------- | -------------------------------------------------- | -------------------------------------------------- | ------------------------------------------------------------------------- | --- | -------------------------------------------------- | -------------------------------------------------- |
| Учения | Дата                                               | Название корабля                                   | Тип корабля и тоннаж (т)                           | Тип корабля и тоннаж (т)                           | Ракета                                             | Скорость (M), масса ракеты и БЧ (кг)               | Скорость (M), масса ракеты и БЧ (кг)               | Скорость (M), масса ракеты и БЧ (кг)               | Количество ракет выпущено (из них попаданий в цель), характер повреждений | Количество ракет выпущено (из них попаданий в цель), характер повреждений | Критическое попадание                              | АИ                                                 |
| SINKEX 73 | 28 июля 1973                                       | Gunason                                            | эскортный эсминец                                  | 1740                                               | Harpoon                                            | 0.85                                               | 519                                                | 160                                                | 1                                                                         | пуск по программе испытаний ракет | н/д                                                |                                                    |
| SINKEX 81 | 12 июля 1981                                       | Wheeling                                           | корабль измерительного комплекса                   | 4512                                               | Harpoon                                            | 0.85                                               | 690                                                | 160                                                |                                                                           | пуск по программе испытаний ракет | н/д                                                |                                                    |
| SINKEX 82 | 18 июля 1982                                       | Agerholm                                           | эсминец                                            | 2425                                               | Tomahawk                                           | 0.75                                               | 1450                                               | 450                                                | 1                                                                         | пуск по программе испытаний ракет | первое                                             |                                                    |
| SINKEX 98 | 21 июля 1998                                       | Somers                                             | ракетный крейсер                                   | 4050                                               | Have Nap                                           | н/д                                                | 1360                                               | 360                                                |                                                                           | обстрел двумя УРВП не привёл к потоплению корабля | не потонул                                         |                                                    |
| RIMPAC 2000 | 14 июля 2000                                       | Buchanan                                           | ракетный эсминец                                   | 4526                                               | Hellfire                                           | 1.3                                                | 48                                                 | 9                                                  | 3                                                                         | комбинированный обстрел тремя УРВП, тремя КРМБ и одной УАБ в сочетании с подрывными зарядами в трюме не привёл к потоплению корабля (корабль был в итоге потоплен торпедированием и артиллерийским огнём) | не потонул                                         | [ 27 ]                                             |
| RIMPAC 2000 | 14 июля 2000                                       | Buchanan                                           | ракетный эсминец                                   | 4526                                               | Harpoon                                            | 0.9                                                | 667                                                | 225                                                | 3                                                                         | комбинированный обстрел тремя УРВП, тремя КРМБ и одной УАБ в сочетании с подрывными зарядами в трюме не привёл к потоплению корабля (корабль был в итоге потоплен торпедированием и артиллерийским огнём) | не потонул                                         | [ 27 ]                                             |
| SINKEX 2001 | 31 мая 2001                                        | Reeves                                             | ракетный крейсер                                   | 8203                                               | Harpoon                                            | 0.9                                                | 667                                                | 225                                                |                                                                           | | н/д                                                |                                                    |
| SINKEX 2002 | 12 июня 2002                                       | Wainwright                                         | лидер эсминцев                                     | 7930                                               | Harpoon                                            | 0.9                                                | 667                                                | 225                                                |                                                                           | | н/д                                                |                                                    |
| SINKEX 2002 | 9 октября 2002                                     | Towers                                             | ракетный эсминец                                   | 4526                                               | Harpoon                                            | 0.9                                                | 667                                                | 225                                                |                                                                           | | н/д                                                |                                                    |
| SINKEX 2003 | 29 июля 2003                                       | Ingersoll                                          | эсминец                                            | 8040                                               | Harpoon                                            | 0.9                                                | 667                                                | 225                                                |                                                                           | | н/д                                                |                                                    |
| SINKEX 2003 | 14 августа 2003                                    | Downes                                             | фрегат                                             | 4168                                               | Standard                                           | 3.5                                                | 500                                                | 68                                                 | 2                                                                         | комбинированный обстрел тремя КРМБ (двумя RIM-66 и одной RGM-84) не привёл к потоплению корабля (корабль был в итоге потоплен авиабомбардировкой и артиллерийским огнём)                                  | не потонул                                         | [ 28 ]                                             |
| SINKEX 2003 | 14 августа 2003                                    | Downes                                             | фрегат                                             | 4168                                               | Harpoon                                            | 0.9                                                | 667                                                | 225                                                | 1                                                                         | комбинированный обстрел тремя КРМБ (двумя RIM-66 и одной RGM-84) не привёл к потоплению корабля (корабль был в итоге потоплен авиабомбардировкой и артиллерийским огнём)                                  | не потонул                                         | [ 28 ]                                             |
| SINKEX 2004 | 13 ноября 2004                                     | Hayler                                             | эсминец                                            | 8040                                               | Harpoon                                            | 0.9                                                | 667                                                | 225                                                |                                                                           | | н/д                                                |                                                    |
| Operation Patrolling Thunder | 16 июня 2005                                       | Mount Vernon                                       | большой десантный корабль                          | 14202                                              | Maverick                                           | 0.93                                               | 304                                                | 136                                                | 4                                                                         | комбинированный обстрел четырьмя УРВП, тремя КРМБ в сочетании с подрывными зарядами в трюме не привёл к потоплению корабля (корабль был в итоге потоплен авиабомбардировкой 18 УАБ)                       | не потонул                                         |                                                    |
| Operation Patrolling Thunder | 16 июня 2005                                       | Mount Vernon                                       | большой десантный корабль                          | 14202                                              | Harpoon                                            | 0.9                                                | 667                                                | 225                                                | 3                                                                         | комбинированный обстрел четырьмя УРВП, тремя КРМБ в сочетании с подрывными зарядами в трюме не привёл к потоплению корабля (корабль был в итоге потоплен авиабомбардировкой 18 УАБ)                       | не потонул                                         |                                                    |
| SINKEX 2006 | 9 февраля 2006                                     | O'Brien                                            | эсминец                                            | 8040                                               | Harpoon                                            | 0.9                                                | 667                                                | 225                                                |                                                                           | видео с места событий | н/д                                                |                                                    |
| Operation Trident Fury | 14 мая 2007                                        | Huron                                              | эсминец                                            | 5100                                               | Sea Sparrow                                        | 2.5                                                | 230                                                | 40,5                                               | ≥2                                                                        | обстрел КРМБ не привёл к потоплению корабля (корабль был в итоге потоплен артиллерийским огнём) | не потонул                                         |                                                    |
| RIMPAC 2008 | 11 июля 2008                                       | David R. Ray                                       | эсминец                                            | 8040                                               | Harpoon                                            | 0.9                                                | 667                                                | 225                                                | ≥3                                                                        | комбинированный обстрел КРМБ и УРВП не привёл к потоплению корабля (корабль был в итоге потоплен артиллерийским огнём)                                                                                    | не потонул                                         |                                                    |
| RIMPAC 2008 | 14 июля 2008                                       | Cushing                                            | эсминец                                            | 8040                                               | Harpoon                                            | 0.9                                                | 667                                                | 225                                                |                                                                           | | н/д                                                |                                                    |
| RIMPAC 2008 | 29 июля 2008                                       | Horne                                              | эсминец                                            | 8040                                               | Harpoon                                            | 0.9                                                | 667                                                | 225                                                |                                                                           | | н/д                                                |                                                    |
| RIMPAC 2014 | 10 июля 2014                                       | Ogden                                              | десантный транспорт-док                            | 17370                                              | NSM                                                | 0.95                                               | 410                                                | 125                                                |                                                                           | | н/д                                                |                                                    |
| * Следует учитывать, что в большинстве случаев проведения учений с боевыми стрельбами (SINKEX) одновременно с вооружением применяются подрывные заряды различной массы и конфигурации в трюме корабля-мишени. |                                                    |                                                    |                                                    |                                                    |                                                    |                                                    |                                                    |                                                    |                                                                           | |                                                    |                                                    |

## Комментарии
1. ↑  Двигатель бомбы использовался лишь для ускорения её отцепления от носителя, а не для обеспечения тяги в полёте.
2. ↑  Большинство корабельных ЗРК США и Великобритании имели возможность поражения надводных кораблей противника в том числе и ядерными зарядами.